# Fyteíes
Fyteíes är en ort i Grekland.   Den ligger i prefekturen Nomós Aitolías kai Akarnanías och regionen Västra Grekland, i den centrala delen av landet, 230 km väster om huvudstaden Aten. Fyteíes ligger 420 meter över havet och antalet invånare är 1 516.
Terrängen runt Fyteíes är varierad. Fyteíes ligger uppe på en höjd. Runt Fyteíes är det ganska tätbefolkat, med 139 invånare per kvadratkilometer. Närmaste större samhälle är Amfilochía, 17,8 km norr om Fyteíes. Trakten runt Fyteíes består till största delen av jordbruksmark.